# 単独者
単独者（たんどくしゃ、ドイツ語：der Einzelne）とは、セーレン・キェルケゴールによって定義された哲学用語。

## 概要
「実存にかかわる本質的認識行為」というものはそれぞれの人間にとって固有なものであるがゆえに、思想家には自分自身で考えた上で真理を見つけ出すという事が求められる。そうであるがゆえに「主体性こそが真理であり、真理は主体性に存在する」という言葉が正当となるわけである。それならば自分にとって無関心な事柄はいくら見ようと聞こうと考えようと全くの無駄であり、このような立場に立てば真理というものも客観的な事柄に過ぎないがゆえに何が正しかろうと間違っていようとどうでもよいことになる。
キェルケゴールは「真理を発見する原動力は情熱であり、実存する全ての問題は情熱的なものである」ということを重視した。そしてこの情熱を備えた上で、たった一人の者、たった一人で生きることに自信を持つ者、たった一人で生きることで満ち足りる「哲学の主人公」と呼ぶべき人物の事を単独者とした。